# Rękopis znaleziony w Saragossie (film)
Rękopis znaleziony w Saragossie – pełnometrażowy polski film fabularny z 1964 w reżyserii Wojciecha Jerzego Hasa, ekranizacja powieści Jana Potockiego o tym samym tytule. Obraz opowiada o losach Alfonsa van Wordena (Zbigniew Cybulski), młodego oficera armii hiszpańskiej, który w XVIII wieku, podróżując przez góry Sierra Morena, trafia do tajemniczego świata pełnego intryg, przygód i filozoficznych rozważań. Każda z opowieści, które słyszy, stanowi osobną „szkatułkę narracyjną”. Rękopis łączy elementy filmu kostiumowego, poetyckiego, przygodowego i fantastycznego, a także zachowuje szkatułkową strukturę pierwowzoru (w znanej wówczas wersji dzieła Potockiego).
Rękopis spotkał się z dużym uznaniem na arenie międzynarodowej. W Polsce początkowo jego odbiór był mieszany, ale za granicą – szczególnie w Hiszpanii, we Francji i w Stanach Zjednoczonych – dzieło Hasa zyskało miano kultowego. W latach 90., dzięki staraniom Jerry’ego Garcii, Martina Scorsese i Francisa Forda Coppoli, powstała rekonstrukcja oryginalnej wersji filmu . Rękopis znaleziony w Saragossie, przede wszystkim ze względu na scenograficzną pracę Jerzego Skarżyńskiego, jest uznawany za jedno z najoryginalniejszych i najbardziej złożonych dzieł kinematografii europejskiej. Unikalny styl i sposób opowiadania historii w filmie wpłynęły na wielu reżyserów, w tym Luisa Buñuela i Davida Lyncha.

## Fabuła

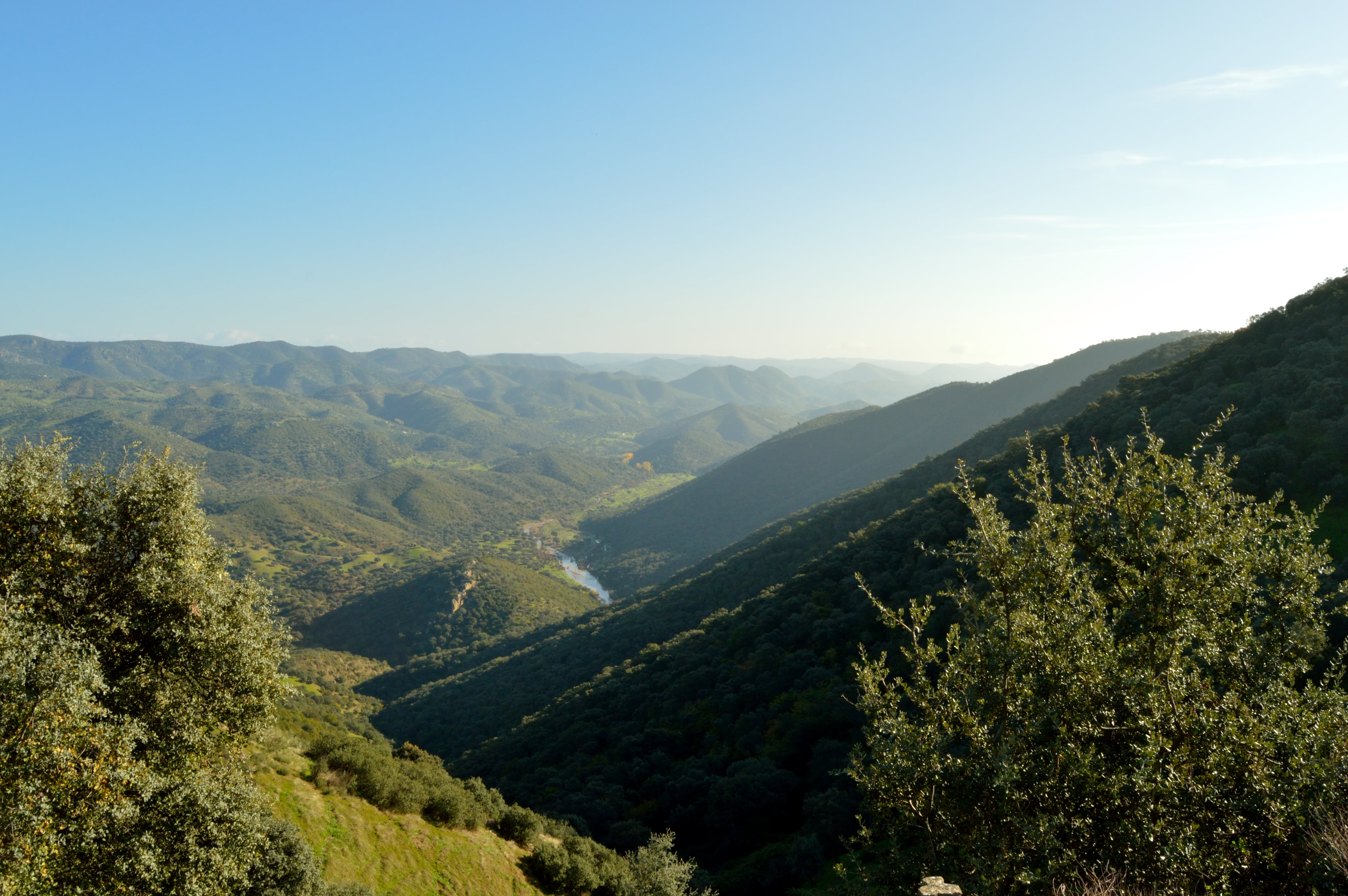
Góry Sierra Morena, gdzie toczy się część akcji powieści

schemat szkatułkowej fabuły filmu

Trwają wojny napoleońskie. Oficer armii francuskiej, wycofującej się z Saragossy, zbacza na chwilę do opuszczonej gospody, gdzie natrafia na zakurzony manuskrypt. Wiedziony ciekawością, oddaje się lekturze, zatrzymując się na wizerunkach szubienicy oraz leżących na łożu młodych kobiet. Gdy przybywają żołnierze nieprzyjacielskiej armii hiszpańskiej, jej oficer, zamiast aresztować wroga, również zaczyna wertować rękopis i odnajduje w autorze własnego dziadka.
Akcja filmu cofa się do XVIII wieku, w góry Sierra Morena, gdzie w towarzystwie dwóch giermków budzi się nowo powołany przez króla Filipa V kapitan gwardii walońskiej Alfons van Worden (Belgia należała wówczas do Hiszpanii). W drodze do Madrytu, gdzie ma objąć stanowisko, obiera najkrótszą drogę wiodącą przez Sierra Morena. Początkowo pewny siebie van Worden ignoruje ostrzeżenia miejscowego Cygana i mulnika Mosquita, który twierdzi, że góry są siedliskiem demonów. Rusza przed siebie, ale po drodze trafia do opuszczonej gospody „Venta Quemada”, gdzie nocami grasują duchy. Tam poznaje dwie mauretańskie księżniczki – Eminę i Zibeldę, które go uwodzą. Spędza z nimi noc, a nad ranem budzi się pod szubienicą z dwoma wisielcami, braćmi Zoto.
Błądząc, Alfons natrafia na dom Pustelnika, który opiekuje się obłąkanym Paszekiem. Ten ostatni opowiada mu historię dwóch sióstr, Kamili i Inezilii, które go opętały. Van Worden nocuje u Pustelnika, a następnego dnia rusza w dalszą drogę. Zostaje schwytany przez inkwizytorów, którzy poddają go torturom. Wyswobadzają go jednak z rąk inkwizycji bracia Zoto – Mono i Chico – a także dwie afrykańskie księżniczki, które się w nim zakochują. Później Alfons spotyka szejka Gomeleza, który zmusza go do wypicia trunku, po czym oficer pada nieprzytomny.
Alfons ponownie budzi się obok szubienicy, gdzie napotyka demonicznego Kabalistę oraz filozofującego matematyka Velasqueza, po czym wyrusza wraz z nimi do zamku. Zamek Kabalisty jest miejscem odpoczynku dla strudzonego wędrowca, którego do refleksji skłaniają opowieści Kabalisty, Velasqueza oraz Cygana Avadoro. Każda z opowiadanych przez nich historii zawiera wątek miłosny: kawaler Toledo jest uwodzicielem i wiarołomcą, sentymentalny młodzieniec Lopez Soarez zakochuje się w pięknej Inez, córce bankiera Moro, natomiast awanturnik don Roque Busqueroz poznaje cieszącą się powodzeniem u mężczyzn Frasquettę Solero. Te trzy historie się zazębiają: kawaler Toledo, nękany przez głosy tajemniczego Przyjaciela z zaświatów, zostaje pokutnikiem; Lopez, dzięki pomocy ze strony Busqueroza, może się ożenić z Inez, sam zaś Roque spotyka Avadora, który rozszyfrowuje ciąg historii. Głos Przyjaciela z „zaświatów” to krzyk Lopeza Soareza, który spadł z drabiny, wspinając się do okna Inez. Kochanka kawalera Toledo, donna Augusta Fernandez, jest również Frasquettą Solero, uwodzicielką Busqueroza. Umykając przed trzema uwodzicielkami, trzej awanturnicy – kawaler Toledo, Roque Busqueroz i Cygan Avadoro – dostrzegają ojca Alfonsa van Wordena w trakcie pojedynku.
Alfons, wysłuchawszy wszystkich opowieści, wraca do „Venta Quemada”, gdzie spotyka dwie księżniczki i szejka, który ofiarowuje mu księgę, aby ten mógł zdać relację ze swojej wyprawy. Van Worden znów budzi się pod szubienicą, w towarzystwie dwóch giermków. Podróżując do Saragossy, opisuje wyśnione wydarzenia w księdze. Gdy dowiaduje się, że czekają nań dwie księżniczki, wyrzuca manuskrypt. Ten zaś ląduje w tym samym miejscu, w którym znaleźli go na początku dwaj oficerowie.

### Film a powieść Potockiego
Film został nakręcony na podstawie dzieła hrabiego Jana Potockiego, żyjącego na przełomie XVIII i XIX wieku uczonego, pisarza, filozofa, żołnierza, podróżnika i fantasty. Literacki Rękopis znaleziony w Saragossie powstawał w latach 1794–1815, a po raz pierwszy został wydany w 1813 po francusku. Przez długie lata był w Polsce nieznany, a na język polski został przełożony przez Edmunda Chojeckiego dopiero w 1847. Film zachowuje szkatułkową konstrukcję powieści w tłumaczeniu Chojeckiego, w której każda kolejna opowieść wywodzi się z poprzedniej.
Adaptacja Hasa składa się z dwóch części: pierwsza (trwająca 98 minut) skupia się na niesamowitych przygodach Alfonsa van Wordena w dolinie Los Hermanos i przedstawia głównych bohaterów, a druga (trwająca 78 minut) oparta jest na opowieści Avadora rozwijanej w zamku Kabalisty. Reżyser połączył niektóre wątki powieściowe i pozbył się niektórych motywów. W filmie nie ukazano bezpośrednio wątków starożytnych ani tych, które w czasie i przestrzeni wykraczały poza obszar Hiszpanii jako miejsca akcji. W książce duże znaczenie miały motywy związane z chronologią i rozwojem religii, które tutaj zostały pominięte, podobnie jak rozbudowane w pierwowzorze dzieje rodów Gomelezów i Uzedów. Natomiast historia życia Avadora została ograniczona przede wszystkim do zdarzeń mających miejsce w Madrycie.
Pomimo konieczności przekształcenia powieści w scenariusz w filmie zachowane zostały kluczowe elementy powieści, w szczególności wątek związany z głównym bohaterem, Alfonsem van Wordenem, uwikłanym w „inicjacyjne peregrynacje”, jak i piętrowa metoda narracyjna samej opowieści, gdzie z jednej historii wyłania się druga, z tej kolejna i jeszcze następna. Powstał dzięki temu efekt „błądzenia” – swego rodzaju gra z czasem i pamięcią, gdyż Alfons ciągle napotyka osoby, mające mu coś do opowiedzenia. Niektóre historie ukazane w książce nie znalazły się w filmie, na przykład te związane z braćmi Zoto, odgrywającymi w filmie role drugoplanowe.
Istotnym wkładem interpretacyjnym reżysera jest zakończenie. W ostatniej sekwencji Alfons, po wysłuchaniu historii Avadora w zamku Kabalisty, ponownie zjawia się w dolinie Los Hermanos, udaje się do groty, a następnie budzi się pod szubienicą, aby na koniec spisać swoje przygody.
Marcin Maron zauważył, że książkę i film łączy nie tylko podobieństwo metod kompozycji i narracji, ale także to, że podstawą obu utworów jest refleksja nad zagadnieniami czasu i historii. Przedstawione w powieści literackie obrazy, sięgające tak różnych źródeł jak Giovanni Boccaccio, William Shakespeare, Miguel de Cervantes, Voltaire czy Denis Diderot, nadające jej intertekstualnej głębi, odbijają się w filmie „niczym w zwierciadle”.
Wśród ważnych motywów, zarówno w powieści, jak i w filmie, znajduje się motyw drogi. W książce ma on charakter poznawczy i inicjacyjny – Alfons poznaje świat polityczny i społeczny – natomiast u Hasa droga van Wordena nabiera cech bliższych wyprawom bohaterów romantycznych. Wyraźniej niż w pierwowzorze widoczne jest nawiązanie do inspiracji Potockiego – Don Kichota. Zdaniem Marona „tak jak u Potockiego historia zmienia się w narrację, tak u Hasa narracja zmienia się w poezję. Has wydobywa z powieści Potockiego wszystkie te cechy, które mogłyby świadczyć o jej preromantycznym charakterze”.

## Obsada
W kolejności pojawiania się (źródło: Filmpolski.pl):

- Igor Przegrodzki (żołnierz czytający rękopis)
- Gustaw Lutkiewicz (kapitan czytający rękopis)
- Zbigniew Cybulski (Alfons van Worden)
- Jerzy Kaczmarek (Mosquito)
- Wojciech Skibiński (sługa van Wordena)
- Iga Cembrzyńska (Emina, księżniczka mauretańska)
- Joanna Jędryka (Zibelda, księżniczka mauretańska; w czołówce imię: Stanisława)
- Kazimierz Opaliński (pustelnik / szejk)
- Franciszek Pieczka (opętany Paszeko)
- Sławomir Lindner (ojciec van Wordena)
- Aleksander Fogiel (szlachcic walczący z ojcem van Wordena)
- Ryszard Kotys (sługa ojca van Wordena)
- Wacław Kowalski (sługa ojca van Wordena)
- Mirosława Lombardo (donia Uracca, matka van Wordena)
- Stefan Bartik (właściciel gospody „Pod Krzyżem Maltańskim”)
- Wiesław Gołas (gitarzysta na ślubie ojca van Wordena)
- Bogdan Baer (gość na ślubie ojca van Wordena)
- Ludwik Benoit (ojciec Paszeka)
- Barbara Krafftówna (Camilla de Tormez, macocha Paszeka)
- Pola Raksa (Inezilia, siostra Camilli)
- Jan Kociniak (sługa Paszeka)
- August Kowalczyk (aresztujący van Wordena w imieniu św. Inkwizycji)
- Artur Młodnicki (inkwizytor)
- Bogusław Sochnacki (Señor Zoto)
- Tomasz Zaliwski (Mona, brat Zota)
- Andrzej Polkowski (Chico, brat Zota)
- Adam Pawlikowski (don Pedro Uzeda, kabalista)
- Gustaw Holoubek (don Pedro Velasquez, matematyk)
- Beata Tyszkiewicz (donna Rebeka Uzeda, siostra kabalisty)
- Leon Niemczyk (don Avadoro, herszt Cyganów)
- Bogusz Bilewski (Cygan)
- Bogumił Kobiela (Señor Toledo)
- Michał Gazda (Aquillar, kawaler maltański)
- Julian Jabczyński (Towald)
- Jan Machulski (hrabia Pena Flor)
- Witold Pyrkosz (potępiony Błażej)
- Krzysztof Litwin (don Lopez Soarez, syn don Gaspara)
- Stanisław Igar (don Gaspar Soarez, ojciec don Lopeza)
- Józef Pieracki (adwokat rodziny Soarezów)
- Alicja Sędzińska (Hiszpanka w oberży)
- Zdzisław Maklakiewicz (don Roque Busqueros, natręt)
- Elżbieta Czyżewska (zalotna Frasquetta Salero)
- Janusz Kłosiński (don Diego Salero, mąż Frasquety)
- Jadwiga Krawczyk (donna Inez Moro, córka bankiera)
- Jerzy Przybylski (bankier Moro, ojciec donny Inez)

## Produkcja

### Prace przygotowawcze

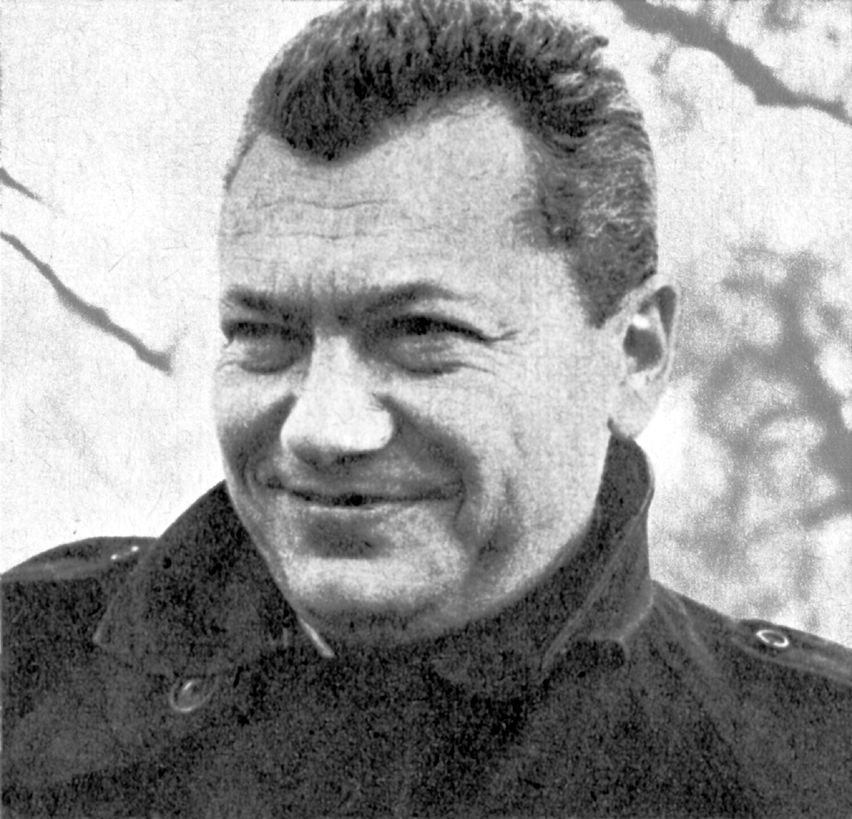
Wojciech Jerzy Has, reżyser filmu

Powieść Rękopis znaleziony w Saragossie polecił reżyserowi Tadeusz Kwiatkowski, późniejszy scenarzysta filmu. Has docenił znaczenie utworu w kulturze i historii, bogactwo postaci w nim występujących, a także zwrócił uwagę na narrację umożliwiającą eksperymenty filmowe z czasem i przestrzenią oraz zupełnie inne metody inscenizacji.
Has długo rozważał, jak dzieło Potockiego da się zaadaptować na język filmu. W wywiadzie udzielonym w 1963 czasopismu „Film” Has stwierdził, że chciał, aby Rękopis był realistyczną i poetycką zarazem przypowieścią o człowieku. Na plany reżysera nałożyła się równocześnie presja ze strony Komitetu Centralnego PZPR, który w Uchwale Sekretariatu KC w sprawie Kinematografii nawoływał do poszukiwania „tematyki wyrażającej postępowe idee i wyzwoleńcze dążenie narodu i ludu pracującego w 1000-letniej historii Polski, korzystać w tym zakresie z wybitnych dzieł polskiej literatury”. Część filmowców, w tym Has, przystąpiła do tworzenia adaptacji literatury narodowej, nie chcąc brać udziału w reaktywacji realizmu socjalistycznego.

### Okres zdjęciowy

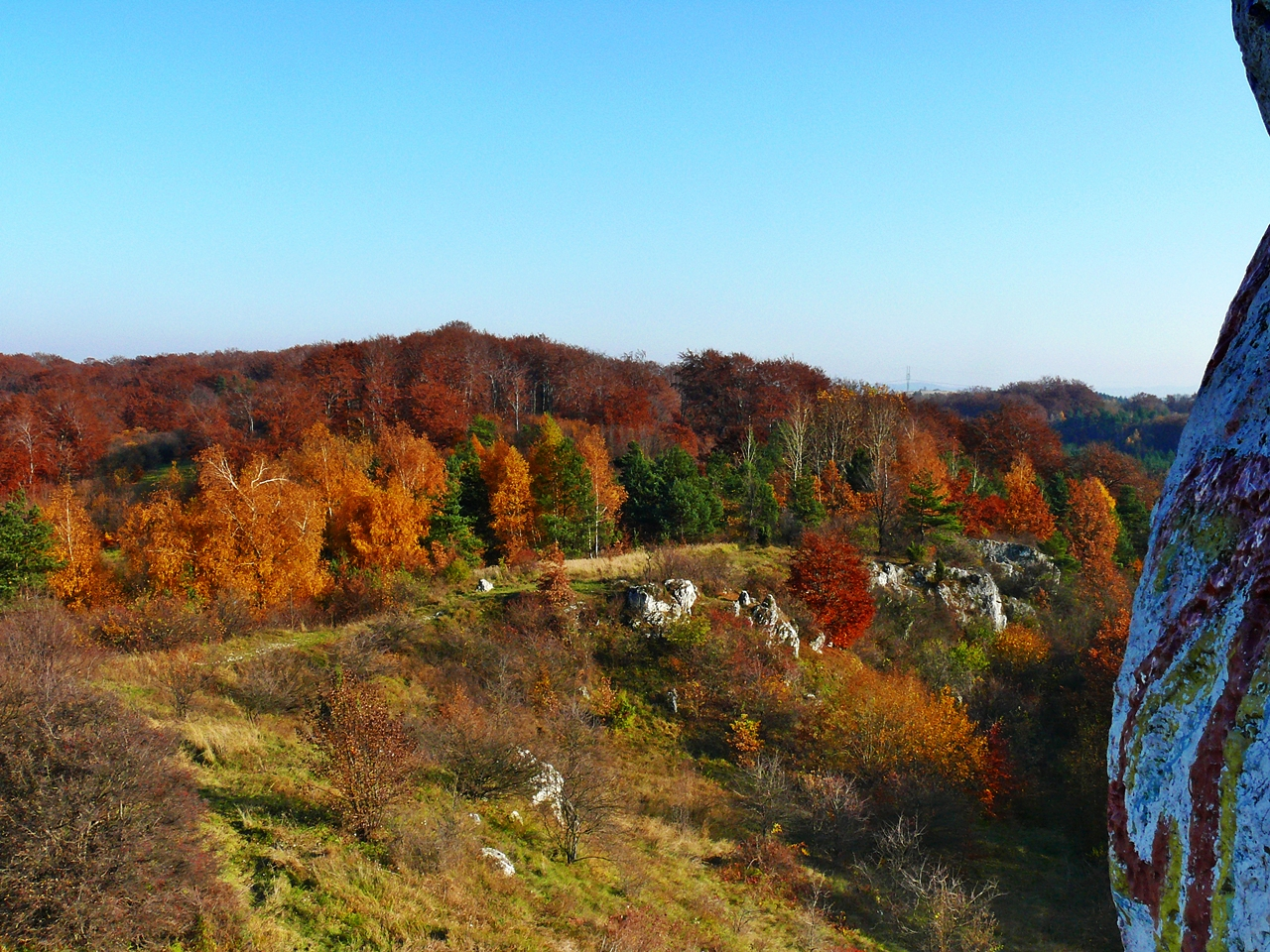
Jura Krakowsko-Częstochowska, która imitowała hiszpańskie plenery

Bardzo dokładny scenopis pozwolił naszkicować precyzyjny odpowiednik filmowy tego, co w utworze Potockiego pozostawione było wyobraźni czytelnika. Lidia i Jerzy Skarżyńscy oraz Tadeusz Myszorek, odpowiedzialni za scenografię i kostiumy do Rękopisu, bez wyjeżdżania z kraju zrekonstruowali hiszpański pejzaż pierwszej połowy XVIII wieku. Na potrzeby planu filmowego Skarżyńscy zaprojektowali 232 kostiumy, a całemu procesowi bacznie przyglądał się sam reżyser. Zdjęcia do filmu, za które odpowiadał Mieczysław Jahoda, kręcono głównie w Jurze Krakowsko-Częstochowskiej, w okolicach Olsztyna koło Częstochowy. Dekoracje do scen madryckich wybudowano w okolicach Morskiego Oka we Wrocławiu. Zdjęcia rozpoczęły się w 1963 i trwały ponad rok .
Na planie filmu pojawiła się wyjątkowo duża liczba aktorów – 187, nie licząc statystów . Główną rolę Alfonsa van Wordena miał zagrać Zbigniew Wójcik, aktor krakowskiego Starego Teatru, który zmarł niedługo przed rozpoczęciem zdjęć . Następnie w tej roli obsadzony został francuski aktor polskiego pochodzenia André Claire, który, jak się okazało już po przyjeździe na plan, był w rzeczywistości tylko członkiem związku statystów i nazywał się Andrzej Trześniewski. Pierwsze dni zdjęciowe wykazały, iż Trześniewski „zupełnie nie daje sobie rady z prowadzeniem roli”, w związku z czym rolę otrzymał ostatecznie Zbigniew Cybulski. Tłumacz Michał Ronikier stwierdził: „Has zgodził się na Zbyszka na zasadzie kontrastu. Skoro nie mógł zagrać młody, ze świetnymi warunkami fizycznymi, to niech van Worden będzie trochę za stary, trochę za gruby i trochę za ślepy”. Mirosława Lombardo otrzymała rolę matki von Wordena, gdyż Hasowi spodobało się jej zdjęcie w piśmie „Ekran” . Atutem Lombardo była również umiejętność jazdy konno, dzięki której aktorka nie potrzebowała dublerki .
Muzykę do Rękopisu znalezionego w Saragossie napisał Krzysztof Penderecki. Do realizacji ścieżki muzycznej wykorzystał on między innymi taśmę magnetofonową oraz syntezatory. Warstwa muzyczna Rękopisu stanowi parodię muzyki późnego baroku (Vivaldiego) oraz klasycyzmu (Beethovena, Haydna, wczesnego Mozarta). Muzyka Pendereckiego obejmuje wiele różnych gatunków, od flamenco po muzykę elektroniczną.
Komisja Oceny Technicznej Naczelnego Zarządu Kinematografii miała uwagi względem filmu Hasa, przyznając mu ocenę dobrą, nie zaś maksymalną.

### Rozpowszechnianie
W Polsce Rękopis znaleziony w Saragossie był wyświetlany w pełnej wersji, trwającej 180 minut. Pół godziny krótsza wersja (152 minuty) była dystrybuowana we Francji, natomiast najkrótsza wersja, licząca na prośbę dystrybutora 125 minut, trafiła do Stanów Zjednoczonych .

## Odbiór

### Polska
Premiera filmu, planowana na 25 stycznia 1965, ostatecznie miała miejsce 9 lutego tego roku w warszawskiej Sali Kongresowej . Dla polskich kinomanów narracyjne zapętlenia stanowiły duże wyzwanie, a wielu znudzonych widzów wychodziło w trakcie seansu.
W Polsce Rękopis znaleziony w Saragossie został początkowo przyjęty z rezerwą. Mało miejsca w swojej Historii kina poświęcił mu Jerzy Płażewski, nazywając film „zabawnym pastiszem romansu płaszcza i szpady, zalecającym się pomysłową plastyką i przeglądem różnobarwnych kreacji aktorskich” . Recenzje Rękopisu były asekuranckie i krótkie . Polscy recenzenci w różny sposób odnosili się do dzieła Hasa: padały opinie, że reżyser „lekkomyślnie stracił okazję wspięcia się na szczyt” (Jaszcz), a jego film „jest to dziwactwo tak dziwaczne, że stanowi unikat na skalę światową. […] Od strony widowiskowej Rękopis... jest najwybitniejszym osiągnięciem w dziejach naszego filmu” (Zygmunt Kałużyński) .

### Francja, Hiszpania i Stany Zjednoczone
O wiele lepiej przyjęli film widzowie francuscy. Zbigniew Cybulski podkreślał po pokazie filmu w Palais de Chaillot w Paryżu, że tamtejsza widownia nie miała kłopotów z odczytaniem specyficznego humoru utworu.
W Stanach Zjednoczonych Rękopis, mimo okrojonej wersji, został uznany za film kultowy, a niszowe środowiska intelektualno-artystyczne Zachodniego i Wschodniego Wybrzeża stawiały go obok Nocy żywych trupów (George’a Romero) oraz Głowy do wycierania (Davida Lyncha) . Jeden z miłośników filmu, Jerry Garcia, podjął starania na rzecz sprowadzenia do Ameryki pełnej wersji filmu, ale zmarł, zanim dotarła do niego 152-minutowa – jak się okazało – wersja francuska. Zafascynowani nową kopią filmu Martin Scorsese oraz Francis Ford Coppola doprowadzili jednak do rekonstrukcji pełnej, 180-minutowej wersji filmu, której premiera w Stanach odbyła się w 1997 . Tam Rękopis został przyjęty z entuzjazmem: Stephen Halden, recenzent „The New York Timesa”, opisał film Hasa jako „rozbudowaną, humorystyczną medytację na temat związków między realnością i iluzją, rozegraną w autoironicznym, uczuciowo chłodnym stylu” . Michael Sragow z „The Village Voice” docenił natomiast „elegancko kręcone czarno-białe zdjęcia” . Podobne opinie wyrazili Salman Rushdie („Pierwszy raz natrafiłem na coś, co następnie pokochałem w wersji książkowej”) oraz Susan Sontag („Wirtuozeria w prowadzeniu narracji”) .
Również we Francji w latach 80. Rękopis zdobył wielką popularność. Czasopismo „Cahiers du cinéma” porównało film Hasa do Opowieści tysiąca i jednej nocy, a gazeta „Le Monde” nazwała reżysera „malarzem barokowym polskiej tragedii” . Nawet po latach od premiery dzieło Potockiego wciąż było wyświetlane w dzielnicy łacińskiej Paryża. W 1996 Manuela Gretkowska zanotowała, że na projekcji Rękopisu znalezionego w Saragossie, w którym uczestniczyła w tym samym roku, sala kinowa była „pełna”. Także w Hiszpanii film Hasa cieszył się powodzeniem, a Jerzemu Skarżyńskiemu Hiszpanie zadawali pytanie, gdzie ekipa filmowa znalazła „hiszpańskie” plenery .
Wielu reżyserów, w tym Martin Scorsese , Luis Buñuel, David Lynch, Lars von Trier, Harvey Keitel oraz pisarz Neil Gaiman, uznało Rękopis za jeden z najwybitniejszych filmów kina światowego. Jak dowiódł Michael Goddard, poetyką zbliżoną do dzieła Hasa posługiwał się również Raúl Ruiz w swoim filmie Wioska piratów (1983). 

### Analiza krytyczna
Marcin Maron ocenił Rękopis znaleziony w Saragossie jako „kunsztowny eksperyment z narracją filmową, w którym dokonuje się ironiczna gra z czasem oraz konwencjami literackimi i filmowymi”. Francuska badaczka Anne Guerin-Castell dostrzegła w dziele Hasa nawiązania do westernu, filmu płaszcza i szpady, filmu fantastycznego, melodramatu, burleski oraz komedii muzycznej. Izabela Kalinowska zaliczyła Rękopis do grupy „względnie nielicznych arcydzieł”, którym udało się uchwycić esencję przekładanego tekstu i jednocześnie zachować swoje filmowe walory. Małgorzata Hendrykowska stwierdziła, iż „w swej głębszej warstwie film jest racjonalistyczną satyrą na ludzką głupotę i zabobon”. W opinii Iwony Gródź Rękopis jest „czymś niespotykanym i wyjątkowym na tle kinematografii polskiej i światowej. I może właśnie dlatego tak bardzo podobał się Francuzom, Amerykanom czy Hiszpanom”.
Marek Basiaga podkreślił rolę przestrzeni i czasu w filmie, których główną cechą jest „labiryntowość”. Wędrówka głównego bohatera zatacza koło, a jego błądzenie jest główną właściwością jego działań. Labirynt pełni funkcję poznawczą, gdyż pozwala poznać zakryte tajemnice rzeczy, a w rezultacie – samego siebie, swej nieświadomości. Podróż Alfonsa van Wordena zestawił z podróżą Józefa, bohatera innego filmu Hasa – Sanatorium pod Klepsydrą. Porównując te postaci, zastanawiał się, czy udało im się po odkryciu swoich pragnień i dotarciu do „krypty tajemnic” powrócić do świata, z którego przybyli. Z kolei Tadeusz Sobolewski uznał, że oba te filmy były czymś w rodzaju „wyznania wiary”, stąd były w całości podporządkowane bezpośredniej prezentacji twórczego credo reżysera.

### Nagrody i festiwale
- 1965 – Edynburg (MFF) – wyróżnienie[2]
- 1965 – San Sebastián (MFF) – nagroda CIDALC[2]
- 1965 – San Sebastián (MFF) – Złote Pióro (nagroda Klubu Dziennikarzy Zagranicznych)[2]
- 1969 – Sitges (MFF Fantastycznych i Grozy) – medal specjalny[2]
- 1971 – Nagroda Krytyki Hiszpańskiej[2]

W 2006 miesięcznik „Film” przyznał filmowi Złotą Kaczkę w kategorii „Film 60-lecia”. W 2011 portal Esensja umieścił film Hasa na liście najlepszych filmów polskich wszech czasów. W 2024 roku w plebiscycie portalu Pełna Sala Rękopis... został wybrany drugim najlepszym polskim filmem w historii. Martin Scorsese, uznając Rękopis za jedno z arcydzieł polskiej kinematografii, wytypował go w 2014 do prezentacji w Stanach Zjednoczonych oraz Kanadzie w ramach festiwalu polskich filmów Martin Scorsese Presents: Masterpieces of Polish Cinema.